# 980 a.C.

## Eventos
- Zhao-van atacou o reino de Chu-Chiang e atravessou o Rio Han.[1]